# Oldenlandia corymbosa
Espèce
Oldenlandia corymbosa est une espèce de plantes de la famille des Rubiacées.